# Liste der Herrscher von Limmu-Ennarea
Dies ist eine Liste der Herrscher der Königreiche Ennarea und Limmu-Ennarea in der Region Gibe in Äthiopien. Letzteres ersetzte Ennarea nach dem Überfall durch die Oromo.
Zum Teil ist nur der Pferdename in Klammern angegeben. Supera ist ein Herrschertitel der Könige von Limmu-Ennarea.
| Amtszeit               | Name                                                                           | Anmerkungen                                                                    |
| ---------------------- | ------------------------------------------------------------------------------ | ------------------------------------------------------------------------------ |
| 1450–1530              | Kaba Seyon, Supera                                                             | gilt als Gründer des Königreichs Ennarea                                       |
| Mitte 16. Jahrhundert  | Sepenihi, Supera                                                               | sagenumwobener Eroberer von Ennarea                                            |
| 1570–1580              | La'ashonhi, Supera                                                             |                                                                                |
| 1580–1603              | Badancho, Supera                                                               | Erster König der sich dem Christentum zuwand                                   |
| 1605–1619              | Benero, Supera                                                                 |                                                                                |
| 1619–1630              | Sysgayo, Supera                                                                | aufdringlicher Herrscher                                                       |
| 1630–1640              | Emana Krestos, Supera                                                          | Sohn Beneros                                                                   |
| Mitte 17. Jahrhundert  | Techochi, Supera                                                               |                                                                                |
| Mitte 17. Jahrhundert  | Gaha Nechocho, Supera                                                          | eventuell verwandt mit den Königen von Kaffa                                   |
| spätes 17. Jahrhundert | Gawa Sherocho, Supera                                                          | eventuell verwandt mit den Königen von Kaffa                                   |
| frühes 18. Jahrhundert | Shisafocho, Supera                                                             |                                                                                |
| ca. 1750               | Sacho Nechocho, Supera                                                         |                                                                                |
| spätes 18. Jahrhundert | Tekle Sachi, Supera                                                            |                                                                                |
| frühes 19. Jahrhundert | Garginocho, Supera                                                             | Repräsentationsfigur, lebte in Kaffa                                           |
| Mitte 19. Jahrhundert  | Shagi Nechocho, Supera                                                         | Repräsentationsfigur, lebte in Kaffa                                           |
| spätes 19. Jahrhundert | Chechu Nechocho, Supera                                                        | Repräsentationsfigur, lebte in Kaffa                                           |
| ca. 1800               | Ennarea durch die Macha Oromo erobert, Königreich Limmu-Ennarea wird gegründet | Ennarea durch die Macha Oromo erobert, Königreich Limmu-Ennarea wird gegründet |
| 1800 bis 1825          | Bofo, Supera (Abba Gomoli I.)                                                  |                                                                                |
| 1825 bis 1861          | Ibsa, Supera (Abba Bagibo)                                                     |                                                                                |
| 1861 bis 1883          | …, Supera (Abba Bulgu)                                                         |                                                                                |
| 1883 bis 1891          | …, Supera (Abba Gomoli II.)                                                    | Limmu-Ennarea durch Äthiopien annektiert, 1891                                 |

Quelle: Informationen zu den Königen vor der Eroberung durch die Oromo aus: Werner J. Lange: History of the Southern Gonga (Southwestern Ethiopia) (= Studien zur Kulturkunde. Bd. 61). Franz Steiner, Wiesbaden 1982, ISBN 3-515-03399-8, S. 28–30.